# Répásy Mihály
Répásy Mihály (Kemecse, 1800. január 26. – Szeged, 1849. július 30.) honvédtábornok, az 1848-49 évi szabadságharc egyik katonai vezetője.   

## Életpályája
Jogi tanulmányokat folytatott a sárospataki református kollégiumban. 1817-től hadapródkánt szolgált a császári és királyi hadsereg Knézevich dragonyosezredében. 1822-től tiszti rendfokozatot kapott, 1838-tól kapitányit, és 1839-től 1846-ig a magyar királyi nemesi testőrség tanára volt. 1848 tavaszán már őrnagyként a Galíciában állomásozó 6. (Württemberg) huszárezredben szolgált.
Ezredével július közepén hazavezényelték, és Jellasics támadásakor (1848. szeptember 11.) átvette ezrede parancsnokságát, majd csatlakozott a Jellasics elleni táborhoz. A pákozdi csatában (1848. szeptember 29.) a magyar sereg bal szárnyának parancsnoka volt. A schwechati csatában (1848. október 30.) már honvéd ezredesként vett részt. Itt ő vezette a magyar bal szárny lovasságának azt a részét, amely a csata kezdetén késve vonult fel. A hiba később szerencsésnek bizonyult, és hozzájárult ahhoz, hogy a magyar sereg súlyosabb veszteségek nélkül tudott visszavonulni a magyar határ mögé.
A csata után az Országos Honvédelmi Bizottmány tábornokká léptette elő, és megbízta a honvédsereg újoncozási és pótlovazási ügyeinek intézésével. Répásy tábornok így az alakuló honvédsereg egyik szervezője volt, és ezen a területen elévülhetetlen érdemeket szerzett, több egykorú szerző bámulattal emlékezett meg a kifogástalan lóállományról, amelyre akkoriban egy hadseregnek nélkülözhetetlen szüksége volt. 1849. január 2-án a fővárosban tartott haditanács döntése értelmében a Tiszántúlon alakuló tartalék csapatok parancsnokává nevezték ki, január végétől egyben Debrecen katonai parancsnokságát is ellátta. Február elején Perczel Mór lemondása után ő vette át Perczel hadtestének parancsnokságát, majd március 8-án visszatért Debrecenbe. Májusban helyettes hadügyminiszterként, illetve több alkalommal ideiglenesen hadügyminiszterként működött. A kormányt Pestre, majd Szegedre is követte. Szegeden 1849 nyarán kolerajárvány volt, ennek esett áldozatul Répásy Mihály is. A szegedi belvárosi temetőben helyezték örök nyugalomra, katonai tiszteletadás mellett. Az egyetlen honvéd tábornok volt, aki nem érte meg a vereséget. Sírjánál Kossuth Lajos mondott beszédet. 

## Emlékezete
Kemecse önkormányzata 2006-ban Répásy Mihály újratemetését kezdeményezte. A Hadtörténeti Intézet és Múzeum, a szegedi önkormányzat és a Nemzeti Emlékhely és Kegyeleti Bizottság támogatásával 2007. március 14-én került sor Répásy újratemetésére szülővárosában, ahol minden évben katonai tiszteletadással emlékeznek meg róla a Kegyeleti Parkban.
Érdekesség: ő lehetett volna a 14. aradi vértanú, ha megéli.
Budapesten, Zuglóban utcát neveztek el róla.